# Wijtske van Dijk-Meindersma
Wijtske (Wytske) van Dijk-Meindersma (Wanswerd, 11 februari 1902 – Peize, 10 november 2010) was van 16 oktober 2009 tot haar overlijden gedurende een jaar en 25 dagen de oudste inwoner van Nederland, na het overlijden van Bertha van Hasselt (1901-2009).
Van Dijk woonde in Drenthe en is 108 jaar en 272 dagen oud geworden. Toen ze Nederlands oudste inwoner werd, was ze 'slechts' 107 jaar en 247 dagen oud. Sinds 1976 was Nederlands oudste ingezetene niet meer zo 'jong' geweest. Ze heeft het grootste deel van haar leven op Ameland en in Leeuwarden gewoond en kwam in Peize terecht omdat haar naaste familie daar woonde.
Van Dijk-Meindersma was getrouwd met dominee Dirk van Dijk. Ze werd als oudste Nederlander opgevolgd door Geertruida Draaisma.